# ماتيريال جيرلز
ماتيريال جيرلز (بالإنجليزية: Material Girls) هو فيلم كوميدي - عائلي - رومانسي إنتاج 2006 بطولة هيلاري داف هايلي داف أنجليكا هوستون إخراج مارثا كوليدج رشحت الممثلتين «هيلاري داف» و«هايلي داف» لجائزتي Razzie Award الطريفة كأسوأ ممثلتين. ويحمل الفيلم تصنيف PG وذلك لاحتوائه على بعض الكلمات الخارجة.

## القصة
ولدت تانزي (هيلاري دف) وآفا (هايلي دف) وفي فمهما معلقة دهب، ونشأتا كالملوك، وانتهى بهما المطاف كوريثتين لشركة مستحضرات تجميل تم إنشاؤها من قِبل والدهما برأس مال ضخم يتعدى الملايين.تعيش الفتاتان الحياة وكأنها حفلة كبيرة، إلا أنهما يفيقان على فضيحةٍ تهدد شركتهما بعد رفع دعوى ضد إحدى منتجات الشركة، الأمر الذي يهدد بضياع الشركة.تتحول حياة الفتاتين إلى جحيم، فلا مأوى ولا أموال ولا حتى خبرة في الحياة تجعلهما قويتين كفايةً لمواجهة هذه المحنة.يعرض أحد المنافسين لشركتهما على الفتاتين شراء الشركة، وهو ما سيكفيهما للعيش بكرامة لبقية حياتهما، لكنهما يختاران الاختيار الصعب، ويبذلان كل ما يملكانه من قوةٍ للحفاظ على اسم والدهما وسمعة شركتهما في عالم مستحضرات التجميل.

## الميزانية والإيرادات
بلغت تكلفة إنتاج الفيلم حوالي 15 مليون دولار بينما حقق أرباحا تقدر بـ 16907725 دولار.

## وصلات خارجية
- ماتيريال جيرلز على موقع IMDb (الإنجليزية)
- ماتيريال جيرلز على موقع ميتاكريتيك (الإنجليزية)
- ماتيريال جيرلز على موقع روتن توميتوز (الإنجليزية)
- ماتيريال جيرلز على موقع نتفليكس (الإنجليزية)
- ماتيريال جيرلز على موقع قاعدة بيانات الأفلام العربية
- ماتيريال جيرلز على موقع ألو سيني (الفرنسية)
- ماتيريال جيرلز على موقع Turner Classic Movies (الإنجليزية)
- ماتيريال جيرلز على موقع أول موفي (الإنجليزية)
- ماتيريال جيرلز على موقع بوكس أوفيس موجو (الإنجليزية)
- ماتيريال جيرلز على موقع فيلمافينيتي (الإسبانية)